# Querqueville
Cet article concerne la commune déléguée ayant pour nom Querqueville. Pour la commune principale, voir Cherbourg-en-Cotentin.
Pour un article plus général, voir Cherbourg-en-Cotentin.
Querqueville est une ancienne commune française du département de la Manche et de la région Normandie, devenue le 1er janvier 2016 une commune déléguée au sein de la commune nouvelle de Cherbourg-en-Cotentin.
Elle est peuplée de 4 958 habitants.

## Géographie

### Localisation
La commune est au nord de la péninsule du Cotentin, à 7,5 km au nord-ouest de l'ancienne commune de Cherbourg-Octeville et à 12 km à l'est de Beaumont-Hague.
Le point culminant (115 m) se situe en limite sud, près du lieu-dit la Grisetterie. La commune est littorale sur 3 km.
Le panorama maritime sur 180°, de la rade de Cherbourg à l'est à Omonville-la-Rogue à l'ouest, a marqué l'histoire de la ville et constitue aujourd'hui son atout touristique.

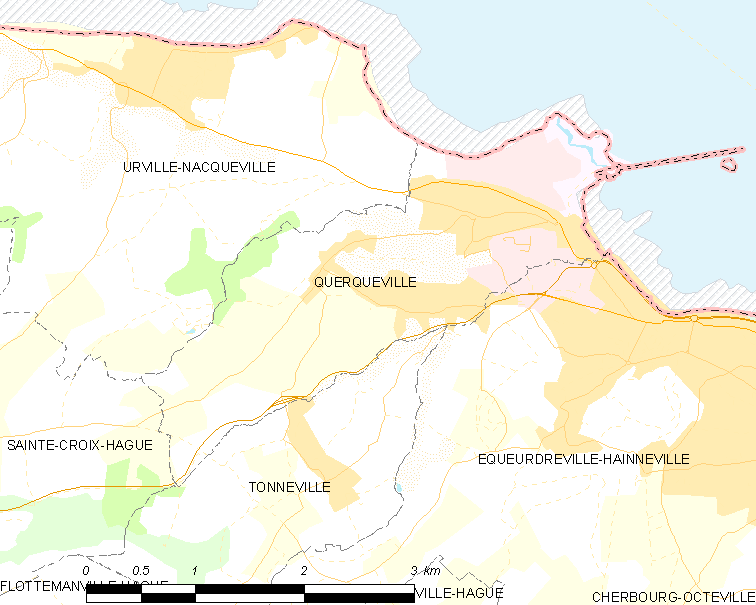
Carte de la commune.

| Urville-Nacqueville | Mer de la Manche | Mer de la Manche                                                  |
| Urville-Nacqueville | Querqueville     | Équeurdreville-Hainneville (comm. nouv. de Cherbourg-en-Cotentin) |
| Sainte-Croix-Hague  | Tonneville       | Tonneville                                                        |

## Toponymie
Le nom de la localité est attesté sous les formes Kerkevilla et de Kirchevilla au XIIe siècle, Kerchevilla vers 1200 et Kierkevilla en 1250.
Ce toponyme est issu du norrois kirkja, « église », et du terme ville adopté par les Normands qui signifie dans son ancienne acception « domaine agricole ».
Querqueville est donc, à l'instar de Cricqueville et Criquetot, littéralement « le domaine de l'église » (cf. aussi Criquebeuf et Carquebut, « la maison de l'église »).
Le gentilé est Querquevillais.

## Histoire

### Moyen Âge
La ville s'est probablement développée à l'origine autour de la chapelle Saint-Germain, qui figure toujours sur le blason de la commune[réf. nécessaire].
Il s'y tenait une foire annuelle dite de la Saint-Clair, établie depuis 1318.

### Temps modernes
Au milieu du XVIIe siècle, Pierre Basan, écuyer, époux de Jeanne Le Jay, est vicomte de Valognes, seigneur de Montaigu et de Querqueville.
Au cours du XVIIIe siècle, la paroisse a pour seigneur-patron messire Pierre-Augustin Barbou (1720 - 7 mai 1753), chevalier, dont la dalle funéraire se voit dans la chapelle Saint-Germain de Querqueville. Jean Baptiste Barbou, mort en 1794 dit-on de frayeur à l'annonce de sa comparution devant le tribunal révolutionnaire, en fut le dernier seigneur .
En août 1758, c'est à Querqueville, sur la plage Sainte-Anne, que débarquèrent 7 000 Britanniques qui s'attaquèrent à Cherbourg.

### Époque contemporaine
En février 1934, un « monstre marin » découvert sur la plage intrigue la population et fait la une de la presse nationale.
Les cinq conseils municipaux de Cherbourg-Octeville, Équeurdreville-Hainneville, La Glacerie, Querqueville et Tourlaville ayant voté le 8 septembre 2015 la fusion de leurs communes respectives, Querqueville intègre le 1er janvier 2016 la commune de Cherbourg-en-Cotentin créée sous le régime juridique des communes nouvelles instauré par la loi no 2010-1563 du 16 décembre 2010 de réforme des collectivités territoriales. Les communes de Cherbourg-Octeville, Équeurdreville-Hainneville, La Glacerie, Querqueville et Tourlaville deviennent des communes déléguées et Cherbourg-Octeville est le chef-lieu de la commune nouvelle.

## Politique et administration

### Administration municipale
Le conseil municipal était composé de vingt-neuf membres dont le maire et sept adjoints. Ces conseillers intègrent au complet le conseil municipal de Cherbourg-en-Cotentin le 1er janvier 2016 jusqu'en 2020 et Jean-Michel Maghe devient maire délégué.
| Période      | Période      | Identité          | Étiquette | Qualité                           |
| ------------ | ------------ | ----------------- | --------- | --------------------------------- |
| janvier 2016 | juillet 2020 | Jean-Michel Maghe | DVD       | Ingénieur chimiste Areva          |
| juillet 2020 | En cours     | Agnès Tavard      |           | Retraitée de l'enseignement privé |

### Jumelages
- Allmendingen (Allemagne) depuis 1981.
- Gorom-Gorom (Burkina Faso) depuis 1988.

## Population et société

### Démographie
En 2021, la commune comptait 4 958 habitants. Depuis 2004, les enquêtes de recensement dans les communes de moins de 10 000 habitants ont lieu tous les cinq ans (en 2006, 2011, 2016, etc. pour Querqueville) et les chiffres de population municipale légale des autres années sont des estimations.
| 1793 | 1800 | 1806 | 1821 | 1831 | 1836 | 1841 | 1846  | 1851 |
| ---- | ---- | ---- | ---- | ---- | ---- | ---- | ----- | ---- |
| 833  | 740  | 824  | 821  | 924  | 853  | 918  | 1 107 | 860  |

| 1856 | 1861 | 1866 | 1872 | 1876 | 1881  | 1886  | 1891  | 1896  |
| ---- | ---- | ---- | ---- | ---- | ----- | ----- | ----- | ----- |
| 890  | 917  | 917  | 887  | 870  | 1 061 | 1 247 | 1 590 | 1 493 |

| 1901  | 1906  | 1911  | 1921  | 1926  | 1931  | 1936  | 1946  | 1954  |
| ----- | ----- | ----- | ----- | ----- | ----- | ----- | ----- | ----- |
| 1 779 | 2 278 | 2 044 | 1 688 | 1 178 | 1 220 | 1 199 | 1 058 | 1 832 |

| 1962  | 1968  | 1975  | 1982  | 1990  | 1999  | 2006  | 2011  | 2016  |
| ----- | ----- | ----- | ----- | ----- | ----- | ----- | ----- | ----- |
| 2 126 | 3 366 | 3 995 | 3 759 | 5 456 | 5 145 | 5 536 | 5 136 | 5 116 |

| 2019  | - | - | - | - | - | - | - | - |
| ----- | - | - | - | - | - | - | - | - |
| 5 036 | - | - | - | - | - | - | - | - |

### Sports et loisirs
L'Association sportive querquevillaise Football fait évoluer une équipe de football en ligue de Basse-Normandie et trois autres en divisions de district.

## Économie
L'école des fourriers fondée en 1912 par la Marine nationale dépend depuis 2015 du Service du commissariat des armées. Elle est renommée École des spécialités du Commissariat des armées en 2023.

## Culture locale et patrimoine

### Lieux et monuments

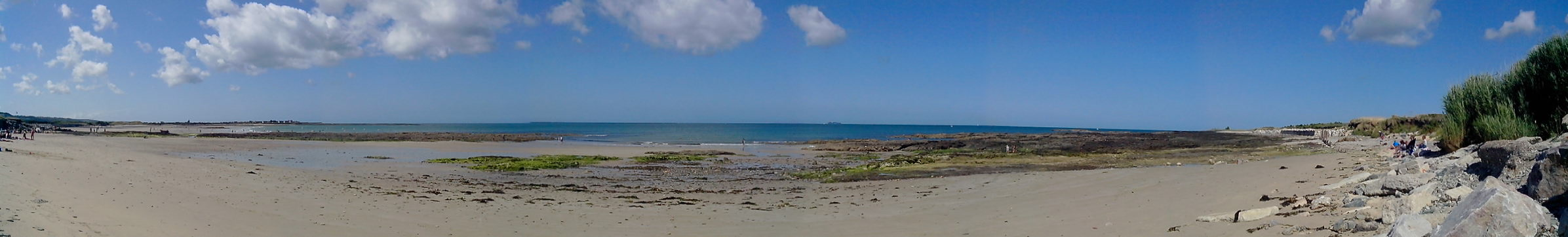
Panoramique de la plage.

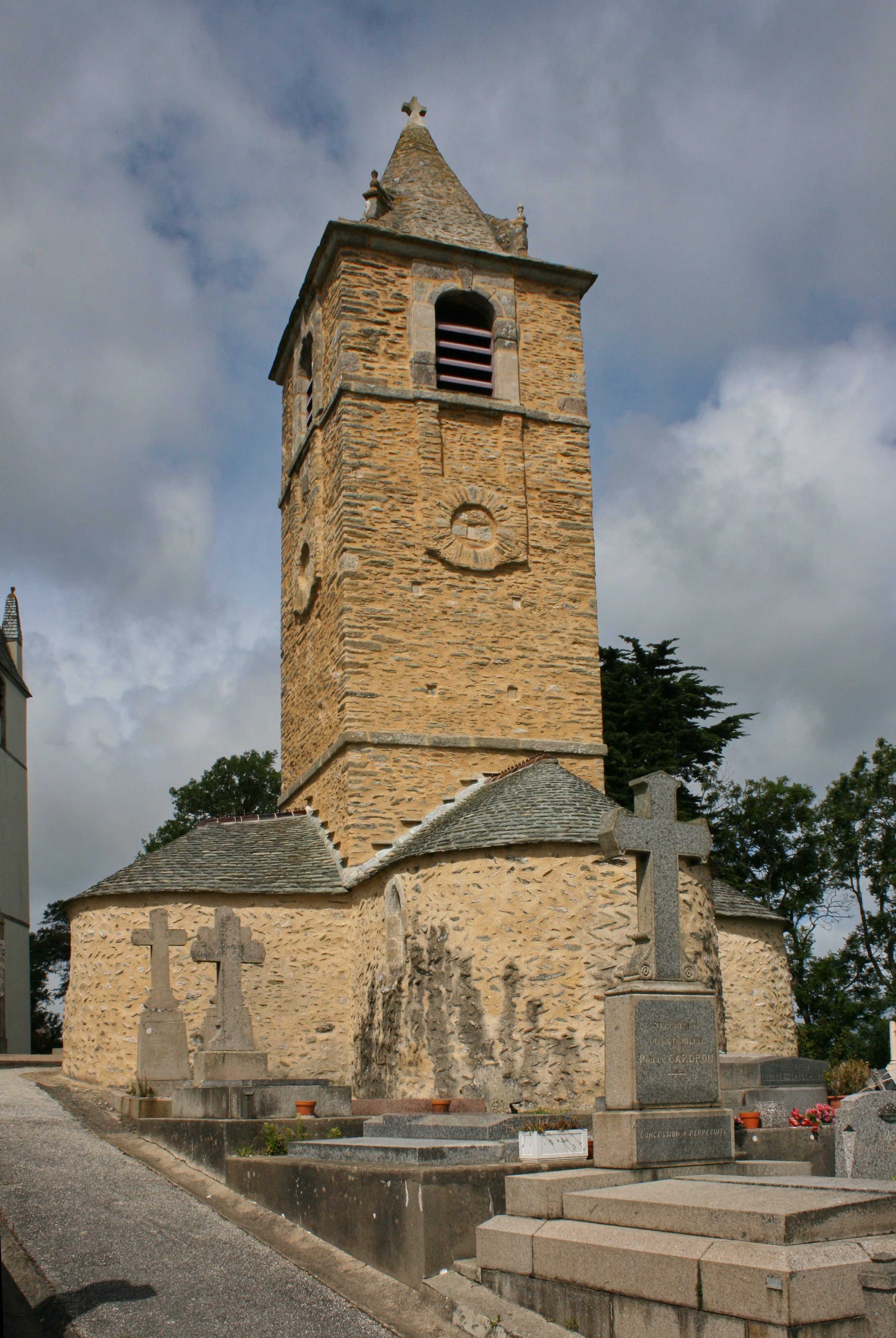
La chapelle Saint-Germain.

- Chapelle Saint-Germain, rue des Vigneres, sur une hauteur dominant la mer, elle est consacrée à saint Germain à la rouelle. Considérée comme le plus ancien monument de la commune elle est datée entre le IXe et le XIe siècle et remplace une construction mérovingienne[24]. L'édifice classé au titre des monuments historiques dès 1862[25] se compose d'une nef rectangulaire lambrissée et d'une tour carrée du XVIIe.
- Église paroissiale Notre-Dame, rue des Vigneres, à côté de la chapelle Saint-Germain. L'édifice, avec son chœur Renaissance, attesté au XIIIe et reconstruit au XVIIIe siècle[26], conservait encore, au début du XXe siècle, l'essentiel de sa nef médiévale.

Au début du XIIe siècle, le domaine de Karkaverill fit l'objet, de la part de Robert Bruce, d'une donation au profit de l'abbaye Sainte-Marie d'York et passa sans doute après 1204, dans le patrimoine de l'abbaye de Grestain. Mais, c'est seulement en 1332, lors de la rédaction du pouillé du diocèse de Coutances, qu'il est stipulé que l'église est associée à un autre sanctuaire, dite « chapelle Saint-Germain sise dans le cimetière (capella Sancti germani sita in cimiterio) ».
En 1758, elle est endommagée lors d'un raid anglais et saccagée en 1789 lors des troubles révolutionnaires, puis ravagée par un incendie au début du XXe siècle et en 1923 par un ouragan. L'église est aujourd'hui rattachée à la nouvelle paroisse Saint-Clair du doyenné de Cherbourg-Hague.
Sur deux clefs de voûte on peut voir des écus polychromes sur lesquels sont figurées les armes de François-Hyacinthe Lefèvre de La Grimonière : d'azur à la fasce d'or accompagnée de deux croix fleurdelysées d'or en chef et en pointe d'une rose d'argent, et de Marie-Charlotte Barbou : d'or à la bande de sable, et sur la seconde, celles d'Henri Lucas de Couville (1824-1899) : de gueules à trois chevrons d'argent , et de son épouse (1872), Françoise de Blic (1851-1923) : d'azur à la bande d'argent chargée de trois roses de gueules.
- Château de Querqueville du XVIIIe siècle. L'ancienne résidence de la famille Lucas de Couville abrite, depuis 1938, les services de la mairie.
- Manoir de la Coquerie du XVIe siècle, inscrit au titre des monuments historiques par arrêté du 18 avril 1973[30].
- Manoir de Banville du XVIIe siècle.
- Ferme de la Rocambole du XVIIe siècle, siège des associations.
- Fort de Querqueville, construit fin XVIIIe début XIXe siècle[31], et d'où on tirait à boulets rouges. En septembre 2013, il est vendu à des investisseurs particuliers[32] et revendu 500 000 € à un investisseur privé en mai 2015[33].
- Fort de Chavagnac du XVIIIe siècle, vendu en mars 2017[34].
- Digue de Querqueville. Elle ferme la partie ouest de la rade de Cherbourg.
- Frégate Lucifer II : échouée sur la plage de la Saline, l'ancienne frégate anti-sous-marine, construite en Écosse en 1943, est transférée aux Forces navales françaises libres en octobre 1943 par la Royal Navy et, rebaptisée Découverte, participe au débarquement de Normandie. Désarmée en 1959, elle sert entre 1967 et 2002 de terrain d'exercices à l'École des marins électriciens-sécurité (EMES), devenant sous le nom de Lucifer II un symbole de la rade de Cherbourg par ses régulières volutes de fumées noires. Sa déconstruction et la dépollution de la plage commencées le 19 mai 2008 se terminent en mai 2010.
- Aérodrome de Querqueville, ancien aérodrome militaire aujourd'hui disparu il abritait des hydravions de la marine nationale. Construit à la fin des années 1920[35], il sert de base à la Luftwaffe pendant l'Occupation. Remis en état par les troupes américaines du génie après la prise de Cherbourg (code A 23-C), il est opérationnel dès le 19 juillet 1944[36] mais peu utilisé par les Alliés. Mais le 6 septembre, pour accompagner l'avancée rapide des troupes alliées dans l'est de la France et faire face aux difficultés d'approvisionnement en carburant, un pont aérien entre Querqueville et l'aéroport de Reims[36] est mis en place pendant cinq jours et cinq nuits avec une rotation de 200 Douglas C-47 Skytrain transportant des jerrycans d'essence[36]. À la fin de la guerre, le terrain est utilisé par les Alliés dans le cadre de l'opération Lusty, pour recevoir, entre autres, neuf Messerschmitt Me 262 et un Arado Ar 234 venant du terrain de Lechfeld, près d'Augsbourg en Allemagne, via Saint-Dizier et Melun, avant leur embarquement à Cherbourg sur le porte-avions britannique HMS Reaper à destination des États-Unis[37],[38]. Le site est désormais débarrassé des pistes et des bâtiments associés, et occupé par l'école des spécialités du commissariat des armées[39].
- Lavoir des Rotheurs.
- Bois du Château.

### Personnalités liées à la commune
- Charles Trigan (Querqueville, 1694 - Digosville, 1764) : historien et ecclésiastique, curé de Digosville.
- Nicétas Périaux (1801-1877) : libraire et éditeur, maire de Querqueville de 1834 à 1864.
- Jean Simon (1912-2003) : compagnon de la Libération, général d'armée, résistant, chancelier honoraire de l'ordre de la Libération, inhumé au cimetière de Querqueville[40].
- René Dupont (1918-1981) : compagnon de la Libération, inhumé au cimetière de Querqueville.

### Héraldique et logotype

#### Héraldique
| Armes de Querqueville | Les armes de la commune de Querqueville se blasonnent ainsi : De gueules à l'antique chapelle trifoliée d'or, au chef d'azur chargés de trois abeilles d'or. La chapelle est la chapelle Saint-Germain, et les trois abeilles symbolisent Napoléon Ier, qui aurait envisagé d'acheter le château. |

#### Logotype
Depuis l'incorporation de la commune dans Cherbourg-en-Cotentin en 2016, le logo reprend celui de cette dernière (le « C » de Cherbourg-en-Cotentin) précédé du nom de la commune déléguée concernée.

Logo de la commune déléguée de Querqueville depuis 2016.